# Humanitarna pomoć
Humanitarna pomoć je materijal ili logistička podrška namenjena za humanitarne svrhe, po pravilu kao odgovor na humanitarne krize, uključujući prirodne nepogode i ljudski uzrokovane nesreće. Osnovni ciljevi humanitarne pomoći su:
- Spas ljudskih života
- Pružanje pomoći za osnovne ljudske potrebe (voda, hrana, smeštaj)
- Pružanje osnovne higijenske i medicinske pomoći

## Bliže određenje
Humanitarne nepogode mogu da nastanu, kroz katastrofe, prirodne nepogode, oružane sukobe, ali i kroz političke promene. Osnovni princip većine humanitarnih organizacija je neutralnost. Tako se po pravilu humanitarne akcije fokusiraju na kratko do srednjeročno otklanjanje patnji pogođenog stanovništva, na takav način što prave statistička posmatranja, tj. sliku stvarnog stanja, pružanja prve pomoći u hrani i materijalnim sredstvima, medicinskoj prvoj pomoći, obezbeđenju pitke vode, podizanjem šatora za prijem ugroženih, obeskućenih ili proteranih lica i sl. Za humanitarne akcije i uopšte delovanje civilnih humanitarnih organizacija na područjima nepogoda je potrebna dozvola zemlje domaćina. Humanitarna pomoć se uglavnom sprovodi u zemljama u razvoju. Ujedinjene nacije pokušavaju sa podorganizacijama kao što su Visoki komesarijat za izbeglice, da koordinišu nastojanja humanitarnih organizacija. Evropska unija to radi putem Evropske kancelarije za humanitarnu pomoć. Američka vlada od 1961. pomaže putem USAID.

## Spisak organizacija
- Lekari bez granica[1]
- Međunarodni pokret Crveni krst i Crveni polumesec
- Malteser International
- Oxfam
- World Vision International
- CARE International
- Islamic Relief (ima predstavništvo u BiH)[2]
- Wings of hope (ima predstavništvo u BiH)[3]
- Caritas (ima predstavništvo u BiH)[4]
- Muslim Aid (ima predstavništvo u BiH)[5]
- Forum zfd [6]
- Terra Tech[7]
- SHL Schüler Helfen Leben[8]
- HELP [9]

## Literatura
- Thomas Henzschel: Internationale humanitäre Hilfe - Bestimmungsfaktoren eines Politikfeldes unter besonderer Berücksichtigung der Bundesrepublik Deutschland. Books on Demand, Norderstedt. 2006.  978-3-8334-5061-7.
- Linda Polman: Die Mitleidsindustrie. Hinter den Kulissen internationaler Hilfsorganisationen. Campus-Verlag, Frankfurt/M. 2010.  978-3-593-39233-2.
- Michaela Schneider-Enk: Der völkerrechtliche Schutz humanitärer Helfer in bewaffneten Konflikten. Die Sicherheit des Hilfspersonals und die ,neuen' Konflikte. Kovač, Hamburg. 2008.  978-3-8300-3561-9.